# Derby calcistici in Veneto

Bandiera della regione Veneto.

I derby calcistici in Veneto sono gli incontri di calcio che vedono a confronto due squadre appartenenti alla regione Veneto.
Il confronto più sentito nella regione è quello che vede contrapporsi il Vicenza e l'Hellas Verona, che assieme al Venezia e al Padova hanno rappresentato per decenni la massima espressione calcistica del Veneto, militando per diversi anni nella massima serie.
Il Verona può infatti annoverare nel suo palmarès la vittoria dello scudetto nel 1985, impresa mai riuscita a nessun'altra squadra veneta, mentre il Vicenza detiene il record imbattuto di venti partecipazioni consecutive in Serie A dal 1955 al 1975, oltre ad aver vinto una Coppa Italia nel 1996-1997, competizione conquistata anche dal Venezia nel 1941.
Altre compagini che nei decenni successivi hanno conquistato la massima categoria sono Treviso e Chievo; quest’ultimo a dispetto delle previsioni riuscì a disputare numerose stagioni di serie A centrando più volte la salvezza.
Cittadella, Marzotto Valdagno, Mestrina e Portogruaro, invece, hanno militato per almeno una stagione nella serie cadetta.

## Derby giocati anche in Serie A
- Hellas Verona-Vicenza tenutosi ufficialmente 95 volte, di cui 22 in Serie A, la prima nel 1957-58 e l'ultima nel 2000-01, mentre il confronto più recente risale alla Serie B 2016-2017.
- Venezia-Hellas Verona giocatosi 87 volte, conta 5 precedenti in massima serie e l'ultimo finora svoltosi risale alla Serie A 2024-2025.
- Hellas Verona-Padova conta 65 gare ufficiali e si è svolto in Serie A solo nel 1957-58.
- Hellas Verona-ChievoVerona è l'unica vera stracittadina, giocatasi per 10 volte in massima serie.
- Vicenza-Padova si è svolto in 68 confronti e ne vanta 16 in massima serie.
- Venezia-Padova tenutosi 87 volte, due delle quali nella Serie A 1949-1950.
- Vicenza-Venezia si è giocato ufficialmente 72 volte, 8 delle quali in Serie A, la prima nel 1942-1943.
- Venezia-ChievoVerona è stato disputato in massima serie solo nel 2001-2002.
- ChievoVerona-Treviso conta due sfide nella sola Serie A 2005-2006.

## Derby giocati almeno in Serie B

### Venezia-Treviso
Questo incontro, definito "Derby della Serenissima", tra il Venezia e il Treviso è molto sentito da entrambe le parti. La rivalità è molto forte per la vicinanza delle città delle due squadre.
Le statistiche considerano le partite dal 1987 in poi, dopo la fusione tra il Venezia e il Mestre. L'ultimo incontro disputatosi tra i biancocelesti e gli arancioneroverdi nella stagione 2004-2005 con due successi trevigiani per 1-2 al Penzo e per 3-0 al Tenni.
|                               | Gare | Vittorie Treviso | Pareggi | Vittorie Venezia |
| Serie B                       | 8    | 2                | 4       | 2                |
| Serie C2                      | 2    | 1                | 0       | 1                |
| Serie D                       | 2    | 1                | 1       | 0                |
| Coppa Italia                  | 2    | 0                | 1       | 1                |
| Coppa Italia Serie C/Lega Pro | 7    | 3                | 2       | 2                |
| Totale                        | 21   | 7                | 8       | 6                |

### Hellas Verona-Treviso
Il meno considerato dei derby veneti, il primo incrocio tra gialloblù e biancoazzurri si svolse solo a partire dal 1945 nella Serie B-C Alta Italia 1945-1946 con la vittoria all'andata dei trevigiani e la vittoria scaligera al ritorno.
La particolarità di questo derby è il fatto che non è mai stata giocata ne in Serie A e ne in Serie C/C1 ma solamente in Serie B, addirittura le due compagini non si affrontarono più per ben 42 anni (dal 1955 al 1997). L'ultimo precedente risale al 14 aprile 2007 con il risultato finale di 0-0, nessun precedente in Coppa Italia.

### Padova-Cittadella
Pur non essendo una stracittadina nel senso stretto del termine, viene quasi considerata tale a causa dell'arcirivalità che la tifoseria granata nutre verso quella patavina. L'amichevole Padova-Cittadella del 25 marzo 1957 fu funestata da una tragedia: il portiere Pier Cesare Tombolato (o Piercesare, secondo altre fonti), di Padova (o secondo altre fonti di Cittadella) morì per peritonite biliare in seguito ad uno scontro durante la partita; allo sfortunato giocatore è stato intitolato lo stadio di Cittadella.

### Hellas Verona-Cittadella
Hellas Verona e Cittadella si sono sfidate per la prima volta durante la Serie C1 2007-2008; i granata vinsero il doppio confronto regolare e salirono in B tramite i playoff, mentre i mastini mantennero la categoria dopo i playout. La prima in cadetteria risale al 2011-2012, mentre gli ultimi incontri risalgono alla stagione 2018-2019: l'andata finì 4-0 per gli scaligeri (tripletta di Pazzini e gol di Tupta), mentre il 3-0 granata al ritorno costò l'esonero di Fabio Grosso. Le due squadre si sfidarono nuovamente nella doppia finale dei playoff. Il primo round termina in favore della «cenerentola», con la doppietta di Diaw che pare mettere in cassaforte l'obiettivo; nel ritorno l'Hellas riesce tuttavia a imporsi con tre gol di scarto, ritrovando così la massima serie dopo un solo anno d'assenza.
|                   | Gare | Vittorie Cittadella | Pareggi | Vittorie Hellas Verona | Gol Cittadella | Gol Hellas Verona |
| Serie B           | 8    | 4                   | 1       | 3                      | 12             | 11                |
| Totale Campionato | 8    | 4                   | 1       | 3                      | 12             | 11                |
| Totale            | 8    | 4                   | 1       | 3                      | 12             | 11                |

#### Lista dei risultati
| Stagione  | Competizione       | Incontro                 | A / R | A / R |
| --------- | ------------------ | ------------------------ | ----- | ----- |
| 2007-2008 | Serie C1           | Cittadella-Hellas Verona | 1-0   | 1-0   |
| 2012-2013 | Serie B            | Cittadella-Hellas Verona | 2-1   | 0-0   |
| 2016-2017 | Serie B            | Cittadella-Hellas Verona | 5-1   | 0-2   |
| 2018-2019 | Serie B            | Cittadella-Hellas Verona | 0-4   | 3-0   |
| 2018-2019 | Serie B - Play-off | Cittadella-Hellas Verona | 2-0   | 0-3   |

### Cittadella-Venezia
Prima sfida nel 2000-2001, all'esordio assoluto dei granata in serie cadetta e finora disputatosi solamente in B fra le due compagini. Precedenti molto equilibrati che vedono i cittadellesi con 5 vittorie a discapito dei 4 successi dei lagunari e 7 pareggi in 16 incontri.
Da ricordare la finale play-off della stagione 2020-2021: dopo il pareggio per 1-1 al Tombolato, i lagunari conquistarono la promozione in A dopo 19 anni nella gara di ritorno al Penzo con il gol allo scadere di Riccardo Bocalon.
|                   | Gare | Vittorie Cittadella | Pareggi | Vittorie Venezia | Gol Cittadella | Gol Venezia |
| Serie B           | 16   | 5                   | 7       | 4                | 18             | 18          |
| Totale Campionato | 16   | 5                   | 7       | 4                | 18             | 18          |
| Totale            | 16   | 5                   | 7       | 4                | 18             | 18          |

#### Lista dei risultati
| Stagione  | Competizione       | Incontro           | A / R | A / R |
| --------- | ------------------ | ------------------ | ----- | ----- |
| 2000-2001 | Serie B            | Cittadella-Venezia | 2-2   | 2-1   |
| 2017-2018 | Serie B            | Cittadella-Venezia | 1-2   | 2-1   |
| 2018-2019 | Serie B            | Cittadella-Venezia | 1-1   | 3-2   |
| 2019-2020 | Serie B            | Cittadella-Venezia | 2-1   | 1-0   |
| 2020-2021 | Serie B            | Cittadella-Venezia | 1-1   | 0-1   |
| 2020-2021 | Serie B - Play-off | Cittadella-Venezia | 1-1   | 0-1   |
| 2022-2023 | Serie B            | Cittadella-Venezia | 1-1   | 1-1   |
| 2023-2024 | Serie B            | Cittadella-Venezia | 0-0   | 0-2   |

### Vicenza-Portogruaro
Disputatisi nella sola stagione 2010-2011 in Serie B: 4-1 per i biancorossi all'andata; vittoria dei granata al ritorno per 1-0.
Fu l'unico campionato della serie cadetta a cui la formazione portogruarese partecipò: al termine della stagione infatti fu subito retrocessione in Lega Pro.

### Portogruaro-Padova
Unici precedenti in Serie B nella stagione 2010-2011: 1-1 all'andata; 3-1 al ritorno per i biancoscudati.

### ChievoVerona-Padova
Clivensi e patavini si sono affrontati per due stagioni in Serie B, con un bilancio di perfetta parità, e una volta in Coppa Italia (la gara terminò col successo dei biancoscudati).

#### Lista dei risultati
| Stagione  | Competizione | Incontro      | A / R | A / R |
| --------- | ------------ | ------------- | ----- | ----- |
| 1996-1997 | Serie B      | Chievo-Padova | 1-1   | 1-0   |
| 1997-1998 | Serie B      | Padova-Chievo | 3-2   | 1-1   |
| 2008-2009 | Coppa Italia | Chievo-Padova | 1-2   | 1-2   |

### ChievoVerona-Vicenza
Le due squadre si incontrano nel 1994-95, nella stagione d'esordio del Chievo in Serie B: proprio contro i gialloblù, i biancorossi il 4 giugno 1995 ottennero la promozione in Serie A battendo per 4-1 i padroni di casa. Clivensi e vicentini si affrontano poi nelle stagioni 1999-2000,2007-2008 e 2020-2021, sempre in cadetteria.
All'attivo anche 8 incontri in Serie C1 e 3 incroci di Coppa Italia Serie C dal 1989 al 1993 dove nella stagione 1989-1990 le due compagini si affrontarono per la prima volta.

#### Lista dei risultati
| Stagione  | Competizione                       | Incontro           | A / R | A / R |
| --------- | ---------------------------------- | ------------------ | ----- | ----- |
| 1989-1990 | Serie C1                           | Vicenza-Chievo     | 1-1   | 0-4   |
| 1989-1990 | Coppa Italia Serie C fase a gironi | Vicenza-Chievo     | 0-0   | 0-0   |
| 1990-1991 | Serie C1                           | Vicenza-Chievo     | 1-0   | 1-1   |
| 1990-1991 | Coppa Italia Serie C fase a gironi | Vicenza-Chievo     | 3-1   | 3-1   |
| 1991-1992 | Serie C1                           | Vicenza-Chievo     | 1-0   | 0-0   |
| 1991-1992 | Coppa Italia Serie C fase a gironi | Vicenza-Chievo     | 1-0   | 1-0   |
| 1992-1993 | Serie C1                           | Vicenza-Chievo     | 2-0   | 2-2   |
| 1994-1995 | Serie B                            | Vicenza-Chievo     | 0-0   | 4-1   |
| 1999-2000 | Serie B                            | Vicenza-Chievo     | 1-2   | 2-2   |
| 2007-2008 | Serie B                            | Vicenza-Chievo     | 1-3   | 1-2   |
| 2020-2021 | Serie B                            | L.R.Vicenza-Chievo | 1-1   | 2-1   |

### L.R.Vicenza-Marzotto Valdagno
- Derby vicentino o della Lana: L.R. Vicenza-Marzotto (ora denominato Valdagno), si giocò soprattutto tra le due guerre mondiali nella terza serie e all'inizio degli anni 1950 in Serie B. La rivalità tra Vicenza e Valdagno, nonostante non si incontrino ufficialmente da decenni, è ancora accesa, tanto che in alcuni bar di Valdagno è ancora servito un cocktail chiamato "Cinqueazero", in ricordo di una vittoria del Marzotto negli anni '40.

## Derby giocati in Serie C-C1-C2/Lega Pro Prima Divisione-Seconda Divisione/Coppa Italia Serie C

### Mestre-Venezia
Le stracittadine di Venezia si giocarono negli anni '70 e '80 in Serie C, C2 e Coppa Italia Semiprofessionisti tra Venezia e Mestre prima della loro unione nel 1987.

### Virtus Verona-Vicenza
Nella stagione 2018-19, si gioca per la prima volta il derby tra Vicenza e Virtus Verona. La gara d'andata, disputata il 28 ottobre 2018 allo Stadio Romeo Menti, vede la vittoria per 3-2 in rimonta dei vicentini.
Il 23 febbraio 2019 si disputa la partita di ritorno allo Stadio Gavagnin. Il successo per 1-0 della Virtus porta a tre il numero di squadre diverse della città di Verona che sono riuscite a vincere un derby contro il Vicenza.
Nella stagione successiva vittoria biancorossa al Gavagnin all'andata e pareggio al ritorno a reti inviolate al Menti prima della sospensione dei campionati a causa del COVID-19 e la successiva promozione in B dei berici.
Nella stagione 2022-2023 ancora vittoria biancorossa a Verona nell'andata, al ritorno invece saranno i rossoblù di Fresco ad espugnare Vicenza per 0-2.
Pari sia all'andata che al ritorno, invece nella stagione Serie C 2023-2024. Nella stagione successiva vittoria biancorossa al Menti all'andata per 3-0, e al ritorno i rossoblù ricambiarono vincendo per 2-1 a Verona che fece svanire i sogni di promozione diretta ai berici.

### Vicenza-Arzignano Valchiampo
Derby vicentino tra i biancorossi capoluogo di provincia e i giallocelesti della Valle del Chiampo.
Il primo storico incrocio tra le due compagini nella stagione di Serie C 2019-2020 con la vittoria all'andata degli uomini di Di Carlo in trasferta al Menti per 0-1 (pur giocando nello stadio di casa, la partita si disputava a favore dell'Arzignano per l'indisponibilità del proprio stadio Dal Molin).Il ritorno non si disputò invece, a causa della sospensione del campionato per via della pandemia di COVID-19 in Italia che si concluse poi con la promozione a tavolino del Lanerossi in Serie B e la retrocessione ai play-out degli arzignagnesi. 
Le due formazioni si sfidarono di nuovo, nella stagione 2022-2023 sempre in terza serie (0-1 allo stadio Dal Molin all'andata per i biancorossi, vittoria gialloazzurra al Menti per 2-3 al ritorno), trovandosi pure avversari in Coppa Italia di Serie C (vittoria biancorossa per 4-2 fra le mura amiche).
Vittorie biancorosse nelle stagioni 2023-2024 (0-1 al Dal Molin; 1-0 al Menti) e 2024-2025 (1-2 all'andata; 4-0 al ritorno).

### Bassano Virtus-Real Vicenza
Due vittorie giallorosse e due pareggi nelle stagioni di Lega Pro Seconda Divisione 2013-2014 e Lega Pro 2014-2015 prima dello scioglimento definitivo del Real Vicenza.

### Bassano Virtus-Vicenza
Tre soli incroci in totale tra le due compagini prima della fusione da parte del patron bassanese Renzo Rosso nella vecchia società berica fallita nel 2018.
Nella stagione 2017-2018 vittoria esterna dei biancorossi all'andata al Rino Mercante per 0-1, pareggio al Menti per 2-2 al ritorno.
C'è anche un precedente in Coppa Italia nella stagione 2014-2015: al Menti prevalgono i giallorossi per 1-2 eliminando al primo turno la formazione allenata da Giovanni Lopez.

### Bassano Virtus-Padova
Primo incrocio in Lega Pro nella stagione 2015-2016: in totale 3 vittorie patavine, 2 dei bassanesi e un pareggio.
Quattro vittorie biancoscudate e un pareggio nei precedenti di Coppa Italia Serie C.

### Sambonifacese-Treviso
Due precedenti nella stagione di Lega Pro Seconda Divisione 2011-2012: vittoria trevigiana al Tizian di San Bonifacio all'andata per 0-2; roboante successo rossoblù al Tenni al ritorno per 0-6.

### Virtus Verona-Padova
Primo incontro ufficiale nella stagione 2019-2020 conclusasi con la vittoria biancoscudata al Gavagnin per 1-3.
Rossoblù vincenti in casa solo nel 2022 e 2025.

### Virtus Verona-Legnago
Primo scontro in assoluto nei campionati dilettantici regionali, in Eccellenza nella stagione 2002-2003 ma è nella stagione di Serie C 2020-2021 che avviene la prima sfida nei professionisti tra la formazione di Borgo Venezia e il club della Bassa Veronese (ritornato in C dopo più di 70 anni).

### Legnago-Vicenza
Partite amichevoli estive nel 2012,2013 e 2020. Nella stagione 2023-2024 debutto in gare ufficiali tra i biancazzurri e i biancorossi che vede prevalere la formazione della Bassa Veronese per 1-0 all'andata. Nel ritorno al Menti pari per 1-1.
Precedente anche in Coppa Italia Serie C 2024-2025 con la vittoria berica in terra scaligera.

### Legnago-Padova
Il primo incrocio in assoluto fu in Serie D nella stagione 2014-2015 con i biancoscudati che al ritorno conquistarono la promozione in Serie C al Sandrini per 1-2.
Le due compagini si affrontarono poi in terza serie qualche anno più tardi (stagione 2020-2021), il computo delle sfide vede prevalere il Padova con 3 vittorie e due pareggi.
C'è anche un precedente di Coppa Italia Serie C (vinto sempre dagli euganei).

### Mestre-Treviso
Derby sentitissimo tra le due formazioni per via della vicinanza a Venezia, protratasi anche dopo la rifondazione del club arancio-nero in seguito alla fusione della vecchia società con il Venezia da parte di Maurizio Zamparini nel 1987.

### Mestre-Vicenza
Nella stagione di Serie C1 1982-1983 due derby terminati entrambi 1-1.
Le due formazioni si rincontreranno poi nella stagione 2017-2018: vittoria mestrina all'andata per 0-2 al Menti e pareggio a reti inviolate al ritorno al Mecchia di Portogruaro.

### Padova-Arzignano Valchiampo
Primo incrocio assoluto il 6 ottobre 2019 all'Euganeo con vittoria patavina per 2-0 che contro i giallocelesti hanno vinto per ben cinque volte e pareggiandone due, zero vittorie degli arzignanesi.

### Arzignano Valchiampo-Virtus Verona
quattro vittorie rossoblù e tre pareggi negli ultimi precedenti tra le due formazioni.

### Chioggia Sottomarina-Padova
Union Clodiense - Padova si è giocata due volte in serie C stagione 2024/25. Entrambe le partite si sono concluse per 2-1 a favore del Padova. In tale stagione la Clodiense è retrocessa in serie D. Il Padova promosso in serie B.

### Audace SME-Padova
Disputatasi solamente due volte nella stagione di Serie C 1977-1978: vittoria patavina all'andata per 1-0, pareggio a reti inviolate al ritorno.

### Verona-Sambonifacese
Quattro i derby tra il 2007 e il 2011, giocati tutti in Coppa Italia Lega Pro con il bilancio di due vittorie gialloblù, un pareggio e una vittoria della Sambonifacese. Ci sono pure dei precedenti in Divisione Nazionale 1943-1944 finiti entrambi con due pareggi.

### Verona-Portogruaro
Quattro gare disputate in Lega Pro Prima Divisione dal 2008 al 2010 con tre pareggi e un trionfo granata. Quest'ultima, giocata il 9 maggio 2010, aveva in palio la promozione diretta in cadetteria per chi si fosse imposto, dato che il Porto si era imposto anche sul Pescara; in una bolgia di quasi 30mila spettatori, Riccardo Bocalon segnò al 90' consegnando all'allora Portogruaro-Summaga il primo posto e la sua storica promozione in Serie B. La stagione dopo, i granata chiusero penultimi mentre i gialloblù vinsero i playoff e risalirono in cadetteria dopo quattro stagioni.

### Verona-Bassano Virtus
Unici precedenti nella stagione di Lega Pro Prima Divisione 2010-2011 con due pareggi all'andata e al ritorno.

### Treviso-Giorgione
Derby sentitissimo per via della vicinanza tra Treviso e Castelfranco Veneto, disputatasi tra Serie C2,C.N.D. e Serie D.

### Caldiero-Virtus Verona
Primo incrocio delle due formazioni veronesi nel turno preliminare della Coppa Italia Serie C 2024-2025 terminata con la vittoria dei termali ai calci di rigore. 
Sempre in quella stagione gli unici incroci in Serie C con due vittorie rossoblù.

### Caldiero-Padova
Gara tra le due compagini disputata per la prima volta nella stagione 2024-2025 in campionato (2 vittorie biancoscudate) e in Coppa Italia di serie C (vittoria dei termali allo stadio Euganeo per 2-1 il 27 novembre 2024).

### Caldiero-Vicenza
Unici precedenti nella stagione 2024-2025 con due vittorie beriche.

### Caldiero-Arzignano Valchiampo
Due precedenti nella stagione 2024-2025 con due vittorie della compagine gialloceleste.

### Caldiero-Union Clodiense CS
Una vittoria gialloverde e un pari negli unici tre precedenti tra le due formazioni nella stagione 2024-2025.

### Union Clodiense CS-Virtus Verona
Due vittorie rossoblù nella stagione 2024-2025.

### Union Clodiense CS-Vicenza
I berici prevalsero due volte su due negli unici precedenti incroci nella stagione 2024-2025.

### Union Clodiense CS-Arzignano Valchiampo
Vittoria gialloceleste e un pari negli unici precedenti nella stagione 2024-2025.